# Станіслав Німчик
Станіслав Німчик (пол. Stanisław Niemczyk; нар. 19 вересня 1943, Чеховіце-Дзедзіце — пом. 13 травня 2019) — польський архітектор, автор оригінальних проєктів релігійної архітектури, що здобув славу «польського Гауді».

## Життєпис
У 1968 році закінчив архітектурний факультет Краківського технологічного університету, написавши дисертацію при проф. Włodzimierz Gruszczyński.
З 1968 р. Працював у Тихі в Міастопроєкті, де відзначився, проєктуючи нетипові споруди, що випереджали їхній час. Автор комерційних, службових, житлових та культових споруд. Він прославився як творець незвичайних церков.
Лауреат Почесної премії SARP у 1998 році, у 2000 році він був нагороджений медаллю Pro Ecclesia et Pontifice. За заслуги в культовій архітектурі 18 червня 2011 року він був нагороджений медаллю «Первородне мистецтво до Бога» («Через мистецтво до Бога»), присудженою Папською радою з культури. У 2013 році він був нагороджений Бронзовою медаллю за заслуги перед культурою Gloria Artis та орденом Ечче Хомо.
Архітектор жив у Тихи, де керував власним кабінетом. Помер 13 травня 2019 року. Похорон відбувся 18 травня 2019 року в парафії Ісуса Христа Спасителя в Чеховіце-Дзедзіце, в церкві за його проєктом. Його поховали на кладовищі в мідіні поблизу Пщини.

## Головні твори
- приміський комплекс рекреаційного розвитку, Тихи-Папрокани, проєкт 1969 р., реалізація 1972—1973 рр. (проєкт присуджений Міністром будівництва та просторового управління),
- павільйон для торгівлі та обслуговування, Тихи — житловий масив М, проєкт 1972, реалізація 1973,
- Житловий комплекс «Глінка» — житловий масив «Н-7», Тихи, проєкт 1979 р., Реалізація 1980—1984 рр.,
- житловий комплекс «Nad Jamna», Mikołów, проєкт 1983, реалізація 1983—1986,
- Костел Святого Духа в Тихах, проєкт 1978, реалізація 1978—1982 ,
- Костел Звеличення Святого Хреста, Павловіце,
- Костел Божої Милосердя у Кракові (житловий будинок офіцерів), Краків, проєкт 1991 р., Реалізація 1991—1994 рр.,
- початкова школа зі спортивною командою, Катовіце — Жицовець, проєкт 1990—1993 рр., реалізація 1993—2002 рр.,
- Костел Ісус Христос-Спаситель у Чеховіце-Дзедзіце, Чеховіце-Дзедзіце, проєкт 1995 р., Реалізація 1995—1998 рр.[7],
- Костел Франциска Ассізького та св. Клара в Тихи, парафія св Франциска Ассізького та св. Klary, проєкт 2000, реалізований з 2000 року.Костел Святого духа в Тихах (панорама)Монастир Різдва Христового в Тихах (будується)

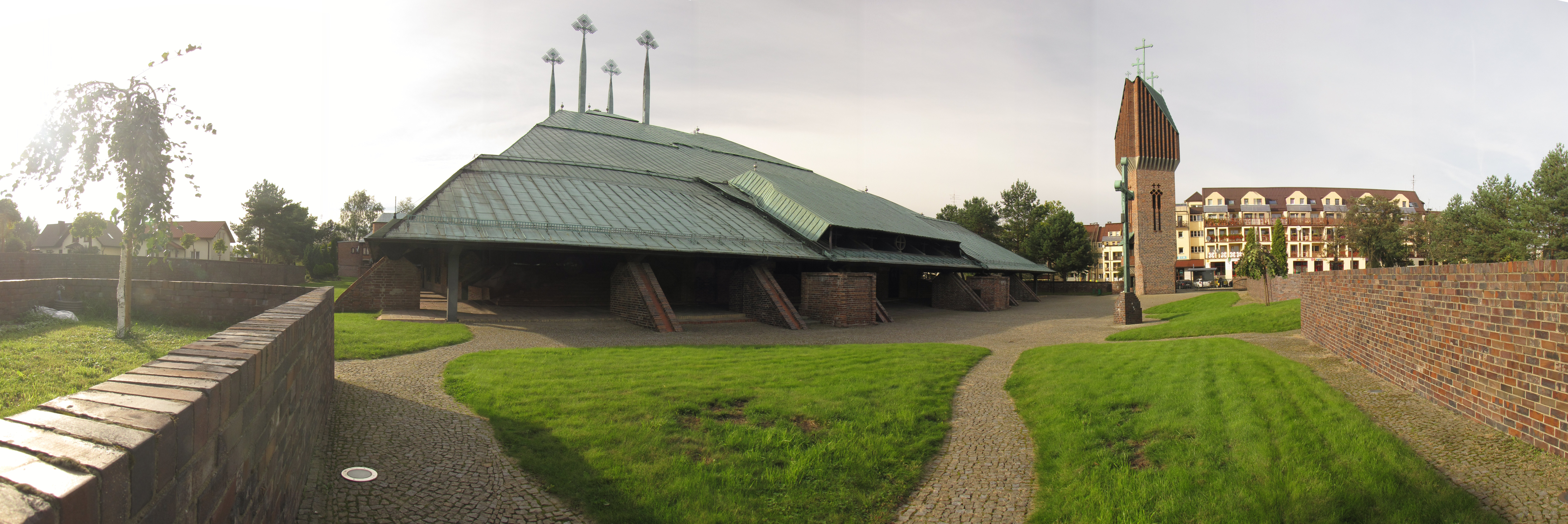
Костел Святого духа в Тихах (панорама)

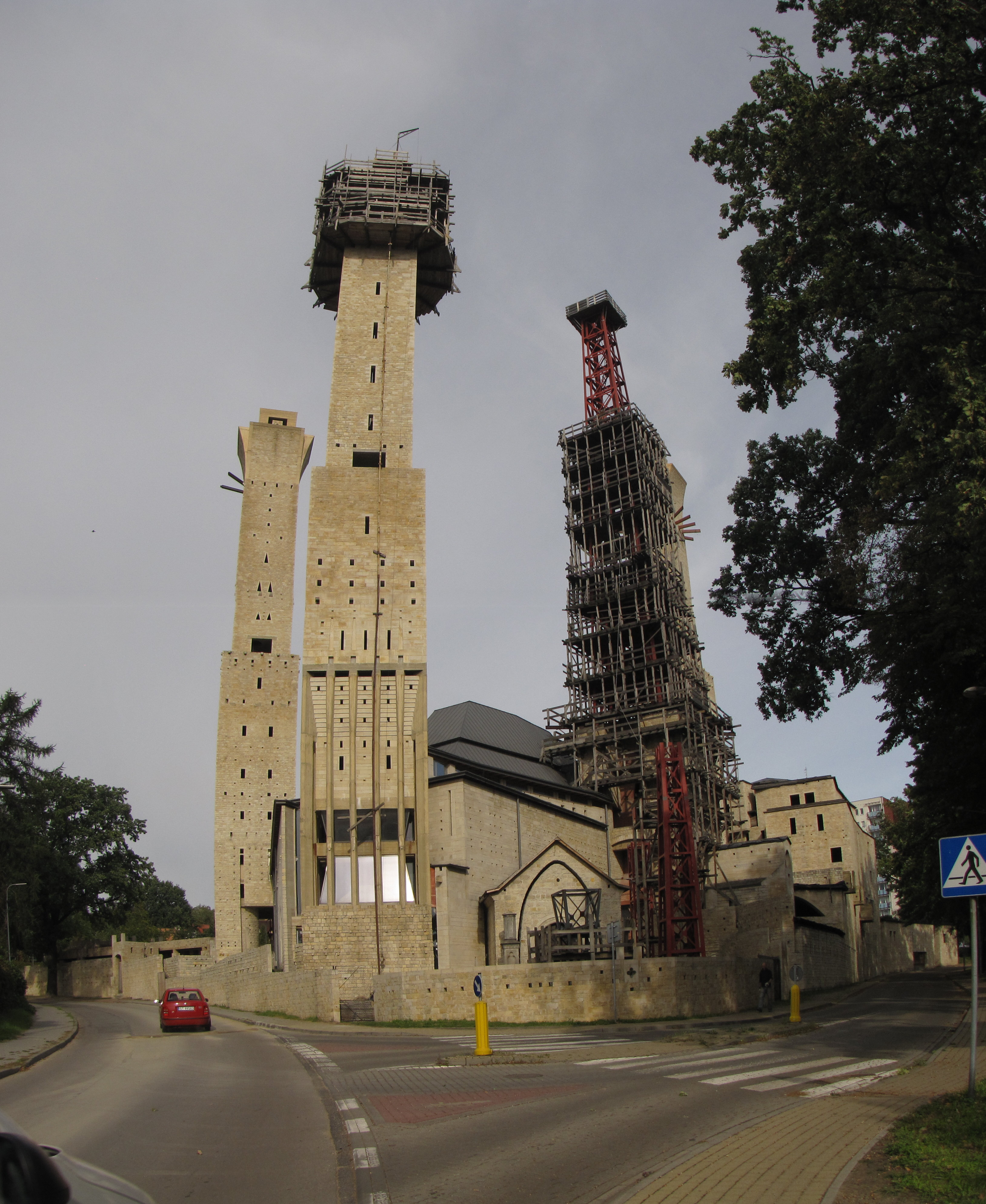
Монастир Різдва Христового в Тихах (будується)

- неороманська церква Святий Івана Павла ІІ у Пщині (будується)[8].
- неороманська церква Святий Padre Pio у Тихи-Малковець (будується, проєкт 2009 р.)[9]
- Каплиця Богоматері Ловкевської (2006) Домініканська церква у Варшаві[10]
- Монастир Різдва в Тихах (будується)